# Linea D (metropolitana di Buenos Aires)
La linea D della metropolitana di Buenos Aires è una linea di metropolitana che serve la capitale argentina Buenos Aires. Venne aperta al pubblico il 3 giugno 1937, si estende per 12 km tra le stazioni di Catedral e di Congreso de Tucumán. È composta di 16 stazioni e il colore che la identifica è il verde. Negli anni '90 la linea è stata prolungata più e più volte, fino a raggiungere l'attuale capolinea.

## Storia

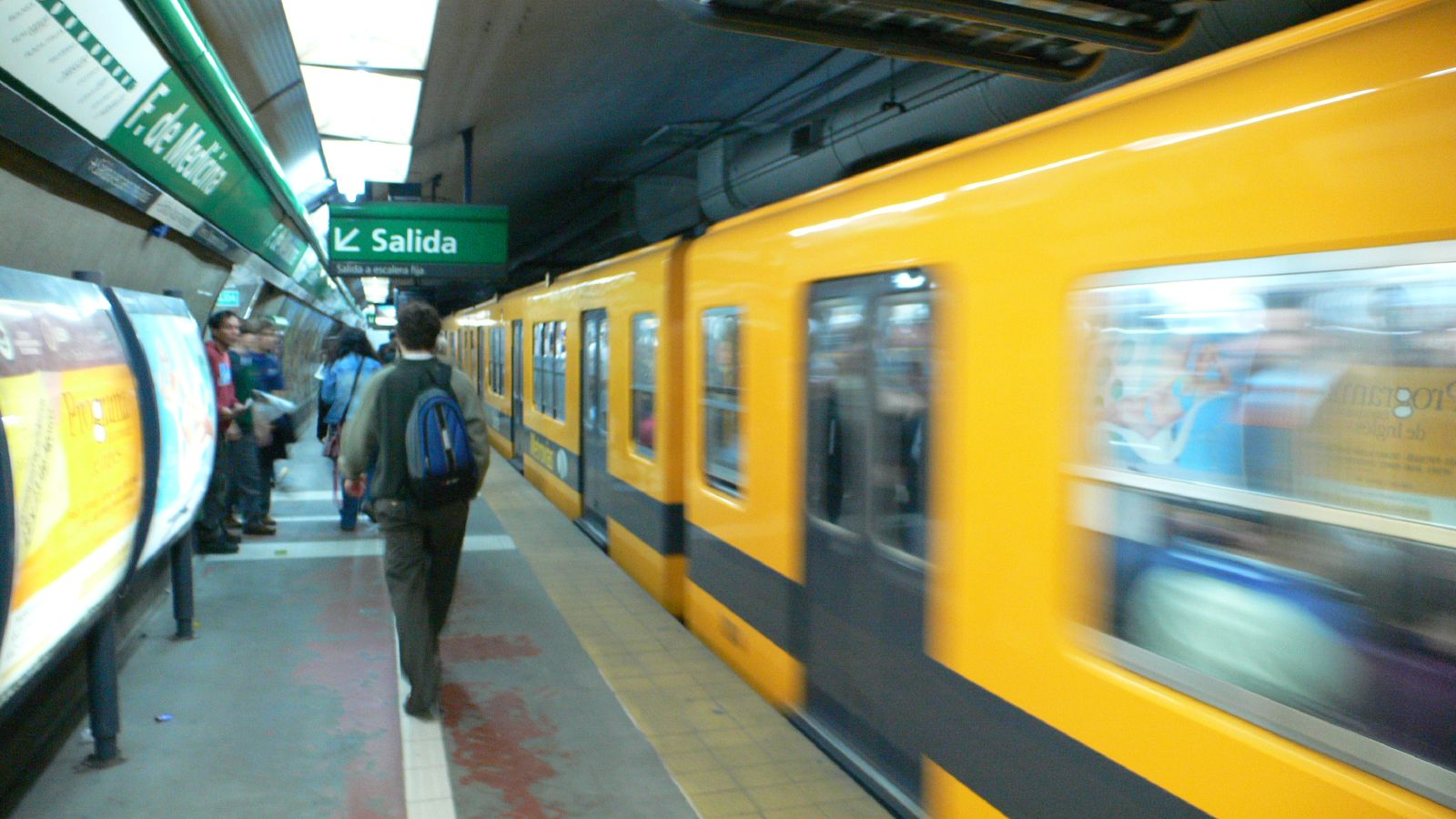
Particolare della stazione Facultad de Medicina

La linea venne aperta ufficialmente al pubblico il 3 giugno 1937. Venne aperto un tratto composto da tre stazioni: da Catedral a Tribunales. Nel 1938 venne aperto il primo prolungamento della linea: la linea venne prolungata fino alla stazione Callao. Poi per oltre 40 anni sulla linea non vennero effettuati lavori, ovvero fino a quando non venne aperta ufficialmente al pubblico nel 1987 la stazione Ministro Carranza.
Successivamente tra il 1997 e il 2000 vennero aperte quattro nuove stazioni sulla linea: Olleros, José Hernández, Juramento e
Congreso de Tucumán, portando così a quello che è l'odierno tracciato. Vi sono progetti, alcuni dei quali risalgono al 1935, che prevedono l'estensione della linea oltre Tucumán, con una fermata chiamata Manuela Pedraza.

## Caratteristiche tecniche
La linea è elettrificata tramite linea aerea con tensione a 1500 volt a corrente continua, così come la  Linea C e la Linea E.
È composta in totale da 16 stazioni e si estende per 12 km.

## Stazioni
Nell'elenco che segue, a fianco ad ogni stazione, sono indicati i servizi presenti e gli eventuali interscambi ferroviari:

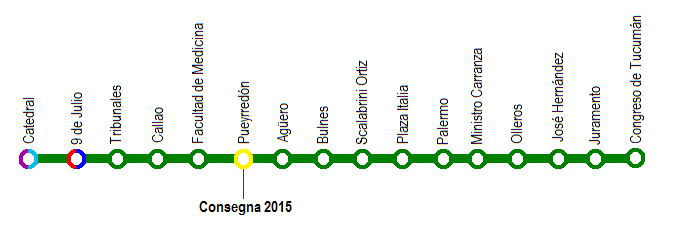
Rappresentazione grafica

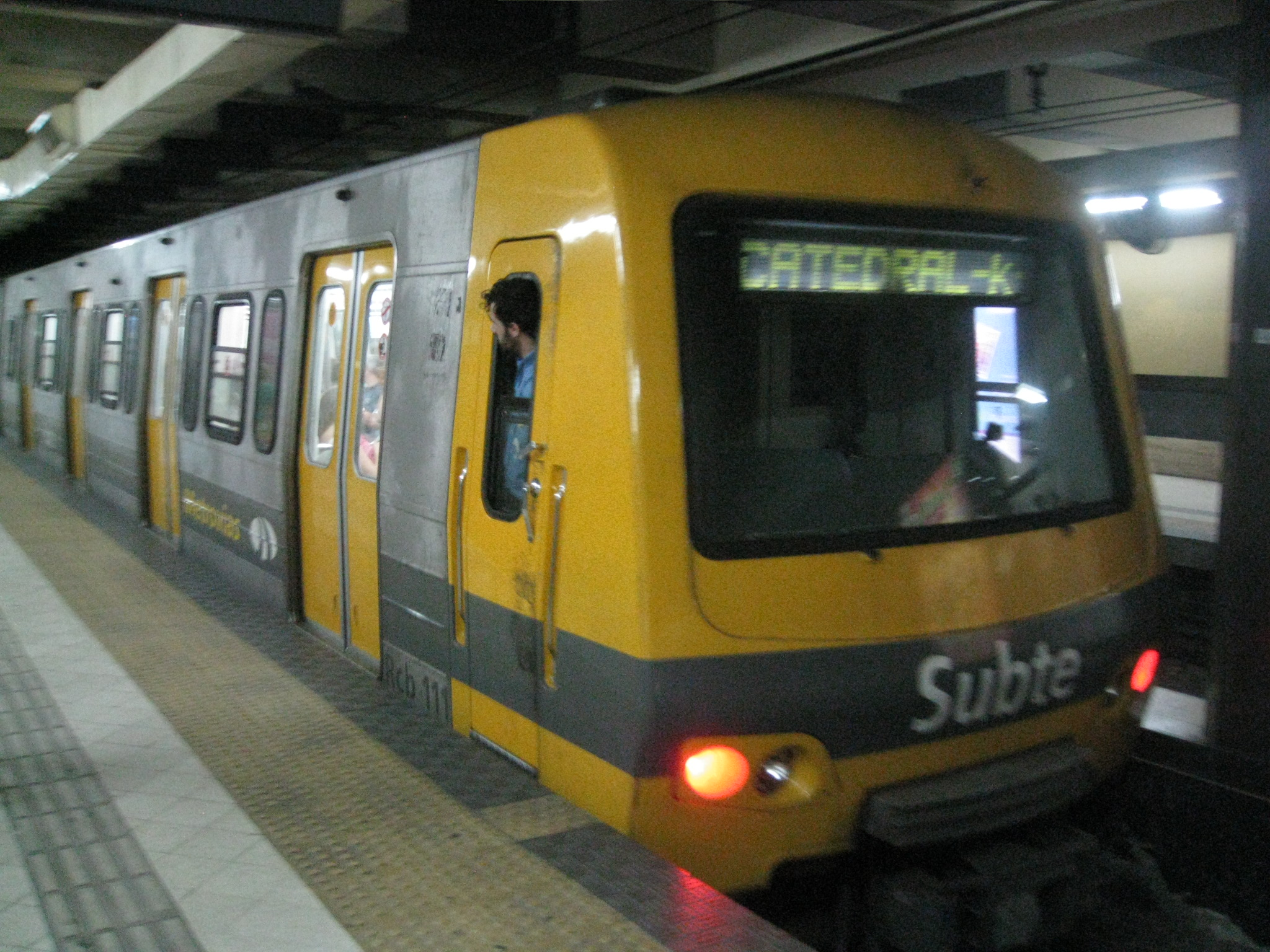
Treni della Linea D

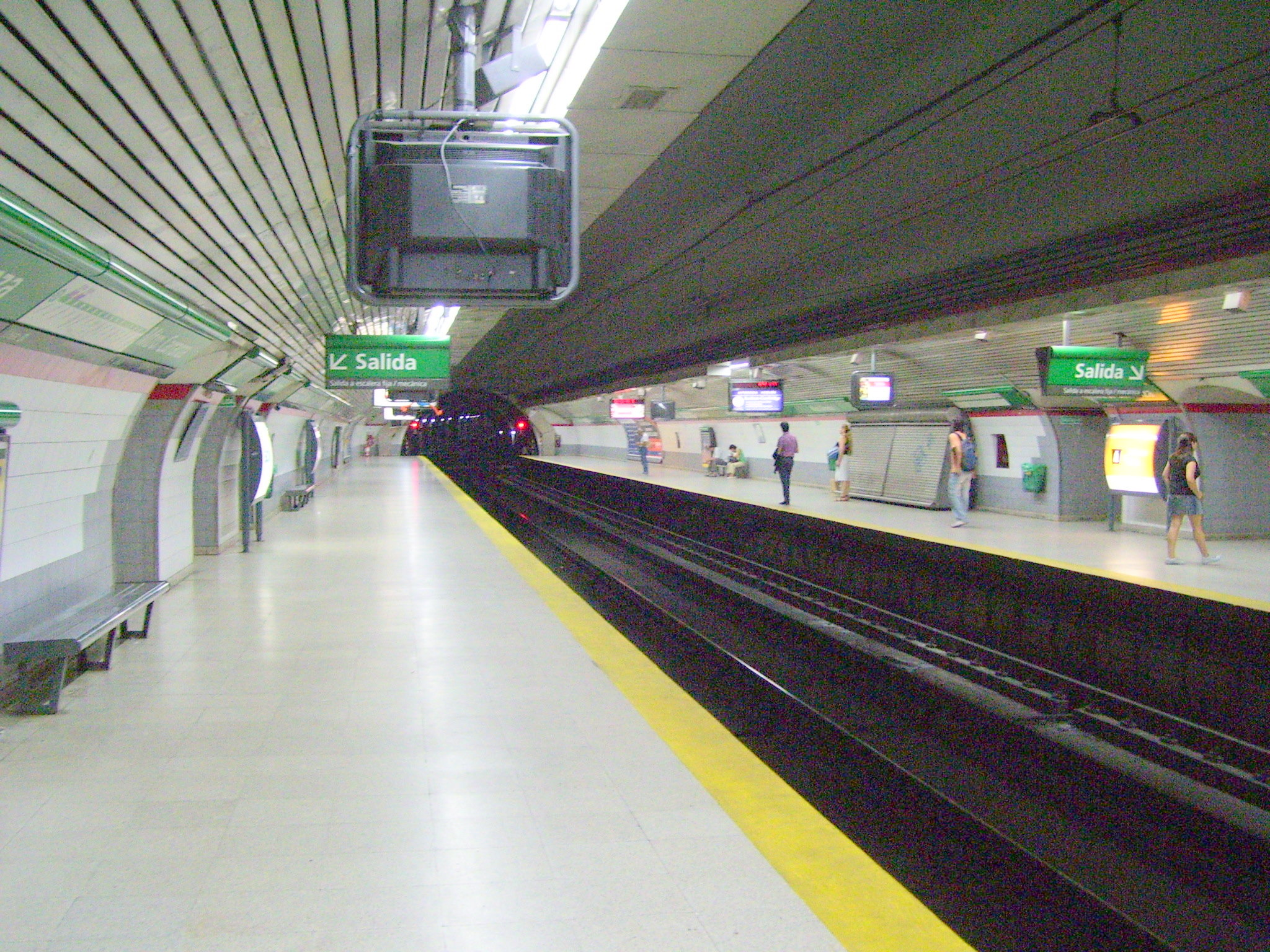
Particolare della stazione Ministro Carranza

| Catedral             | 3 giugno 1937    |                                            |  |
| 9 de Julio           | 3 giugno 1937    |                                            |  |
| Tribunales           | 3 giugno 1937    |                                            |  |
| Callao               | 29 marzo 1938    |                                            |  |
| Facultad de Medicina | 10 giugno 1938   |                                            |  |
| Pueyrredón           | 5 settembre 1938 |                                            |  |
| Agüero               | 5 settembre 1938 |                                            |  |
| Bulnes               | 29 dicembre 1938 |                                            |  |
| Scalabrini Ortiz     | 29 dicembre 1938 |                                            |  |
| Plaza Italia         | 29 dicembre 1938 |                                            |  |
| Palermo              | 23 febbraio 1940 | Stazione ferroviaria · Bus di interscambio |  |
| Ministro Carranza    | 29 dicembre 1987 | Stazione ferroviaria                       |  |
| Olleros              | 13 novembre 1997 |                                            |  |
| José Hernández       | 13 novembre 1997 |                                            |  |
| Juramento            | 21 giugno 1999   |                                            |  |
| Congreso de Tucumán  | 27 aprile 2000   |                                            |  |
| * Apertura nel 2015  |                  |                                            |  |

## Progetti futuri
Il 17 gennaio 2012 sono iniziati i lavori della stazione Santa Fe della Linea H che permetterà lo scambio tra queste due linee. La possibilità di interscambio tra le due linee sarà possibile a partire dal 2015.

## Incidenti
Sulla Linea D pochi sono stati gli incidenti che sono avvenuti:
- Nel 1975, uno scontro tra due treni porta a quattro persone ferite in modo lieve
- Nel marzo 1985 uno scambio difettoso porta al deragliamento di un treno che va a sbattere contro un pilastro del tunnel. Il fatto provoca 4 morti e 35 feriti
- Nel 1999 uno scontro tra treni sulla linea causa 18 feriti lievi